# Медлительная саламандра
Медлительная саламандра (лат. Bolitoglossa dofleini) — вид хвостатых земноводных из семейства безлёгочных саламандр. Видовое латинское название дано в честь немецкого зоолога Франца Дофлейна (1873—1924).
Общая длина достигает 7—11,4 см. Наблюдается половой диморфизм: самки крупнее самцов. Голова вытянута. Морда закруглённая. Губные выступления развитые слабо. Туловище стройное. Имеет 13 рёберных борозд. Конечности короткие. Пальцы задних лап широко перепончатые, передних — в меньшей степени. Хвост сужается на конце.
Окраска варьирует от светло-коричневого до тёмно-коричневого цвета, иногда с ржаво-красными пятнами.
Любит тропические влажные леса, плантации. Встречается на высоте от 50 до 1450 метров над уровнем моря. Ведёт преимущественно наземный образ жизни, однако самцов достаточно часто можно встретить на листьях низкорослых растений, самка же предпочитает прятаться среди опавших листьев. Питается муравьями и другими беспозвоночными.
Половая зрелость наступает в возрасте 10—12 лет. Самка откладывает яйца в ямку на земле. У этой саламандры происходит прямое развитие, без личиночной стадии.
Распространена в Гватемале (северная часть департамента Альта-Верапас), на юге Белиза (округ Кейо) и в северном Гондурасе.